# Ciudad leonina

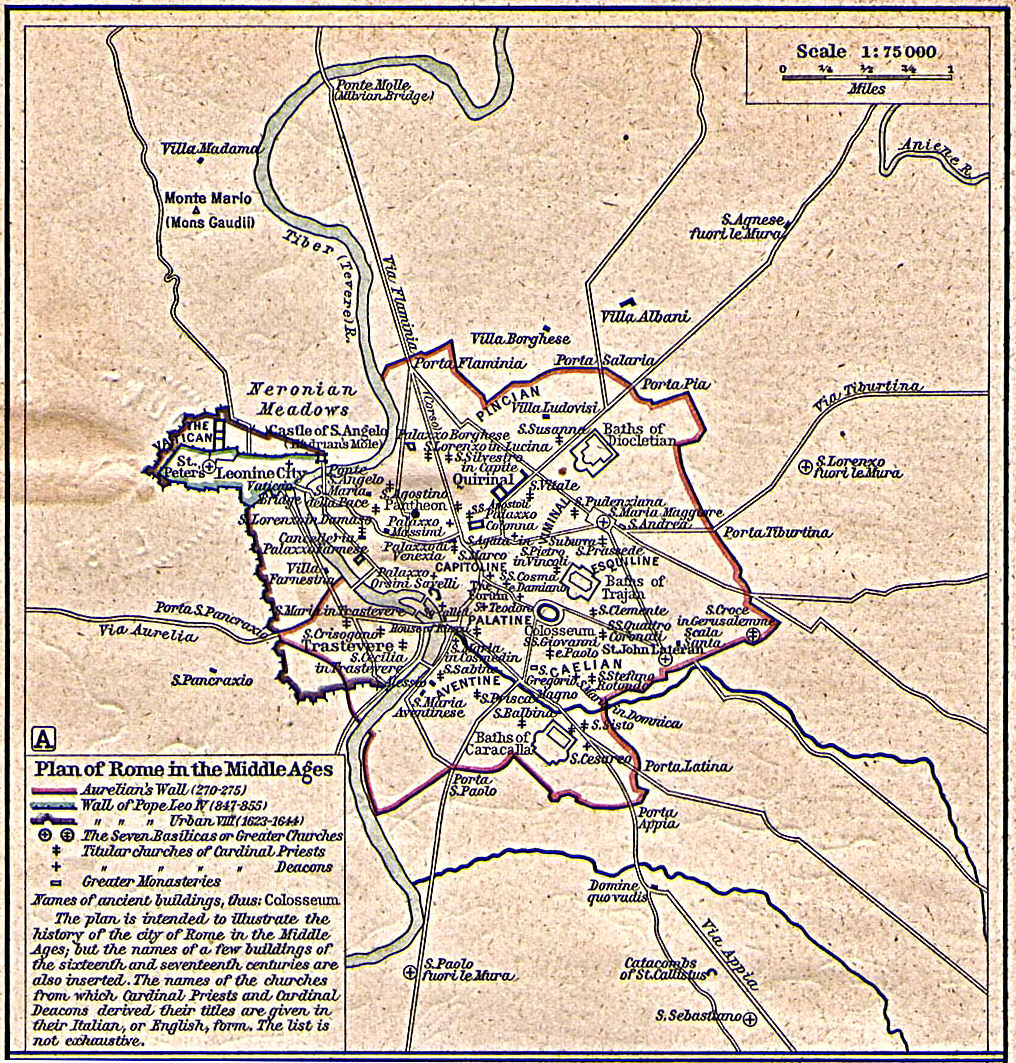
Un plano de la ciudad de Roma en la Edad Media, la Ciudad Leonina es visible en la Sección Superior Izquierda.

La Ciudad Leonina (en latín Civitas Leonina) es aquella parte de la ciudad de Roma alrededor de la cual el papa del siglo IX León IV encargó la construcción de la muralla Leonina. Está en el lado opuesto del Tíber desde las Siete colinas de Roma y no estaba cerrada dentro de las murallas Aurelianas. La Ciudad del Vaticano está dentro de esa área, pero la Ciudad Leonina, conteniendo también el rione romano de Borgo, es mucho más extensa que la pequeña Ciudad del Vaticano.

## Historia
La muralla Leonina, que define la Ciudad Leonina, fue construida siguiendo el saqueo de la Antigua Basílica de San Pedro por los sarracenos en 846. Construida entre 848 y 852 como la única extensión hecha a las murallas de Roma, esta muralla de tres kilómetros rodeaba completamente a la zona vaticana (Civitas Leonina) por primera vez en su historia. Un intento fracasado fue hecho por el papa León III, pero los disturbios en la ciudad habían suspendido la obra, y los romanos desmantelaron las secciones que había comenzado y usándolos en construcciones privadas. El papa León IV usó sus trabajadores estatales, habitantes del país que lo rodeaba y sarracenos capturados tras la batalla naval de Ostia (849), junto con una donación imperial franca, para construir la muralla, que corría en una forma de U que lo circundaba desde la orilla del río en el Mausoleo de Adriano, pronto bautizada con el nombre de Castillo de Sant'Angelo, arriba de las laderas de la Colina Vaticana rodeando la basílica y descendiendo de nuevo hacia el río. Fueron construidos con tufa y alicatado, de doce metros de alto con 44 fuertes torres en intervalos de tiro de arco. La torre de la esquina redondeada maciza que corona la colina Vaticana tiene sus orígenes en esta campaña constructiva.
Tres nuevas puertas dieron acceso al recientemente cerrado Borgo. Dos estaban en la parte de la muralla que llevaba de vuelta al Castillo de Sant'Angelo: una pequeña poterna detrás del mausoleo fortificado, llamada la Posterula S. Angeli y más tarde, dada su proximidad al Castello, la Porta Castelli, y una más grande, la puerta principal a través de la cual pasaban los emperadores, cerca de la iglesia de S. Peregrino, llamada la Porta Peregrini, más tarde la Porta S. Petri. Una tercera puerta abría la Ciudad leonina al rione de Trastévere. 
Además, torres de cadena se construyeron también a ambos lados del río Tíber para rechazar los asaltos sarracenos por agua. Un festival celebraba el acabado oficial de la muralla, el 27 de junio de 852.

## Papa Gregorio VII
Después de rechazar coronar a Enrique IV como el siguiente Sacro emperador romano, el papa Gregorio VII se encontró el mismo asediado dentro de la Ciudad leonina. Después de que Enrique tomase la ciudad, Greogrio huyó al Castillo de Sant'Angelo. Gregorio atribuyó la pérdida de la Ciudad leonina al hambre y negligencia y no tanto el "coraje de los hombres de Enrique".

## Papa Pío IV
Más tarde, se efectuó una circunvalación más amplia con el papa Pío IV (reinó 1559 — 1565), cuando la muralla de León fue rota en algunos lugares. Otras tres puertas habían sido abiertas en las murallas.

## Tratado de Letrán
En 1870, cuando las fuerzas militares del Reino de Italia capturaron Roma, derrotando lo que quedaba de los Estados Papales, el gobierno italiano pretendía permitir al papa mantener la Ciudad leonina como un pequeño resto del Estado papal. Sin embargo, el papa Pío IX no estaría de acuerdo con el arreglo y la ciudad fue tomada por las tropas italianas el 21 de septiembre. Así hubo un estancamiento de 59 años, finalizado en 1929 por el régimen fascista de Mussolini mediante el Tratado de Letrán, que reconoció la soberanía e independencia de la Ciudad del Vaticano.